# Acanthinucella
Genre
Synonymes
- Acanthina (Acanthinucella) A. H. Cooke, 1918[1]
- Nucella (Acanthinucella) A. H. Cooke, 1918[1]

Acanthinucella est un genre de mollusques gastéropodes marins de la famille des Muricidae.

## Liste d'espèces
Selon World Register of Marine Species (23 juin 2020) :
- Acanthinucella paucilirata (Stearns, 1871) ;
- Acanthinucella punctulata (J. E. Gray in G. B. Sowerby I, 1835) ;
- Acanthinucella spirata (Blainville, 1832).

## Publication originale
- (en) A. H. Cooke, « On the radula of the genus Acanthina, G. Fischer », Proceedings of the Malacological Society of London, Londres, Malacological Society of London et inconnu, vol. 13, nos 1-2,‎ 1er août 1918, p. 6-11 (ISSN 0025-1194, OCLC 1909246, DOI 10.1093/OXFORDJOURNALS.MOLLUS.A063679, lire en ligne).